# 呉大澂

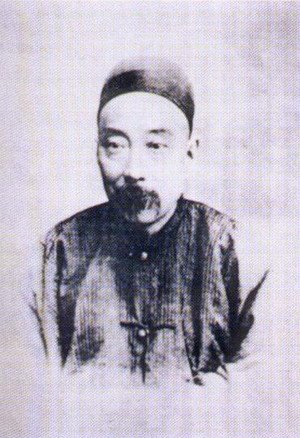
呉大澂

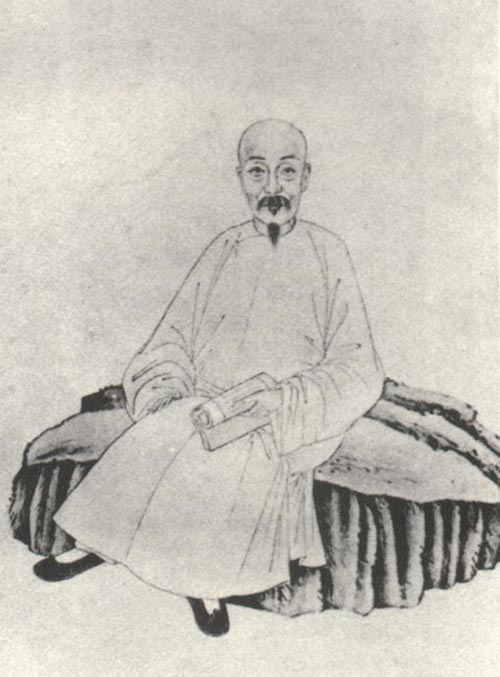
呉大澂の肖像画（『清代学者象伝』）

呉 大澂（ご だいちょう、Wú Dàchéng、1835年 - 1902年）。本来の名は「大淳」であって、のちに清の同治帝の名の載淳を避諱して「大澂」に改めた。字は止敬または清卿、号は恒軒または愙斎。清末の金石学者、書画家。

## 人物
江蘇省呉県（現在の蘇州）出身。1868年に進士となり、翰林院編修、河北道、太僕寺卿、左副都御史を歴任した。1885年、吉林省に派遣されてロシアとの国境問題を処理した。1886年、広東巡撫に抜擢された。1888年、河南山東河道総督に任命され、黄河の治水にあたった。1892年、湖南巡撫となった。日清戦争時には自ら請うて湘軍を率いて戦いに出たが、海城で敗れた。
画は山水・花卉を善くした。書は若い時に陳碩甫に篆書を学び、李陽冰に書法が酷似していた。その後楊沂孫の影響を受け、金文と小篆を結合させ、一家をなした。

## 著作
- 『愙斎集古録』
- 『古字説』
- 『権衡度量考』
- 『恒軒所見所蔵吉金録』